# Rundu Rurale Est
Il distretto elettorale di Rundu Rurale Est è un distretto elettorale della Namibia situato nella Regione di Kavango con 22.538 abitanti al censimento del 2011. Il capoluogo è la città di Rundu.
Comprende la zona orientale circostante la città.